# Hultsfred (comune)
Hultsfred è un comune svedese di 13 770 abitanti, situato nella contea di Kalmar. Il suo capoluogo è la cittadina omonima.

## Località
Nel territorio comunale sono comprese le seguenti aree urbane (tätort):
| # | Località    | Popolazione |
| - | ----------- | ----------- |
| 1 | Hultsfred   | 5.305       |
| 2 | Virserum    | 1.847       |
| 3 | Målilla     | 1.605       |
| 4 | Mörlunda    | 956         |
| 5 | Silverdalen | 791         |
| 6 | Järnforsen  | 539         |
| 7 | Vena        | 380         |
| 8 | Rosenfors   | 308         |

## Amministrazione

### Gemellaggi
- Rumia